# 白昧淳
白昧淳（はく まいじゅん、朝鮮語: 백 매순（ペンメスン）、生没年未詳）は、百済後期に倭国に派遣された露盤技術者である。官等は将徳。イラン（ペルシア）系西域から中国南朝を経て百済に寄留していたイラン系（ペルシア）胡人かその子孫とみられる。伊藤義教は、「白昧淳」をパフラヴィー語で「露つきのもの」を意味する「pay - mizne/pay - muzne」の写音とみており、「露つきのもの」という意味から、露盤をあらわすパフラヴィー語の造語と指摘している。

## 人物
『日本書紀』崇峻元年条によると、白昧淳は、588年（百済威徳王35年）、露盤博士として恩率の首信・徳率の首信・徳率の蓋文・那率の福富味身ら修信使の一行として、寺工・瓦博士・画工・書人の陽古とともに倭国へ行った。
露盤は、鑪盤または鏤盤ともいう仏塔の相輪部をいうが、露盤博士は塔の建立を担当する鋳造技術者である。
『日本書紀』に従えば、百済は588年（威徳王35年）に当時、日本の大臣であって崇仏論者であった蘇我馬子の要請で、百済国師慧聡、僧侶の令斤・恵寔を始めとして、寺工の太良未太と文賈古子、露盤博士の白昧淳、瓦博士の麻奈文奴・陽貴文・㥄貴文・昔麻帝弥、画工の白加らを派遣したという。
伊藤義教、井本英一、鈴木靖民などは、復原した人名の原語に差異がみられるものの、日本へ派遣された寺工の太良未太、文賈古子、露盤博士の白昧淳、瓦博士の麻奈文奴、陽貴文、㥄貴文、昔麻帝弥、画工の白加、陽古などの工人たちはいずれもイラン系（ペルシア）胡人である点では意見が一致している。
百済が中国南朝と密接な交流があったことは、インドの僧摩羅難陀によって東晋から仏教が伝来されたことからも明らかであるが、百済は、高句麗、新羅と比較しても中国南朝との交渉が盛んであり、黄海を渡れば近いという地勢的な事情により、中国南朝からの渡来人も多かった。『梁書』列伝東夷条の新羅に関する記述に「語言待百済而後通焉」とあり、中国人が新羅人と会話するときは、百済人を通訳にたてるのが常であった。中国南朝には早い時代からイラン系（ペルシア）胡人、アラブ人商人たちが進出しており、法興寺の造営に携わった百済の工人たちも、そのような経路をとって百済に至ったイラン系（ペルシア）胡人か、その子孫とみられる。

## 評価
白昧淳は、日本最初の仏教寺刹であり、蘇我氏の氏寺として日本の奈良市にある法興寺（一名、飛鳥寺）または元興寺をともに創建した。『元興寺縁起』に伝わる露盤銘には「鏤盤師 自昧淳」と記録されている。

### 注解
1. ↑  あるいは「白味淳（はく みじゅん、朝鮮語: 백 미순（ペンミスン）」ともいう。
2. ↑  百済の時、16官等中、七番目の等級である。百済#官制参照。
3. ↑  「白昧淳」の誤記と推定される。